# Municipio de Ohio (condado de Stafford)
El municipio de Ohio (en inglés: Ohio Township) es un municipio ubicado en el condado de Stafford en el estado estadounidense de Kansas. En el año 2010 tenía una población de 380 habitantes y una densidad poblacional de 4,02 personas por km².

## Geografía
El municipio de Ohio se encuentra ubicado en las coordenadas 37°57′21″N 98°44′50″O / 37.95583, -98.74722. Según la Oficina del Censo de los Estados Unidos, el municipio tiene una superficie total de 94.59 km², de la cual 94,59 km² corresponden a tierra firme y (0 %) 0 km² es agua.

## Demografía
Según el censo de 2010, había 380 personas residiendo en el municipio de Ohio. La densidad de población era de 4,02 hab./km². De los 380 habitantes, el municipio de Ohio estaba compuesto por el 91,58 % blancos, el 1,05 % eran amerindios, el 1,32 % eran asiáticos, el 4,74 % eran de otras razas y el 1,32 % eran de una mezcla de razas. Del total de la población el 14,47 % eran hispanos o latinos de cualquier raza.